# PUPPP

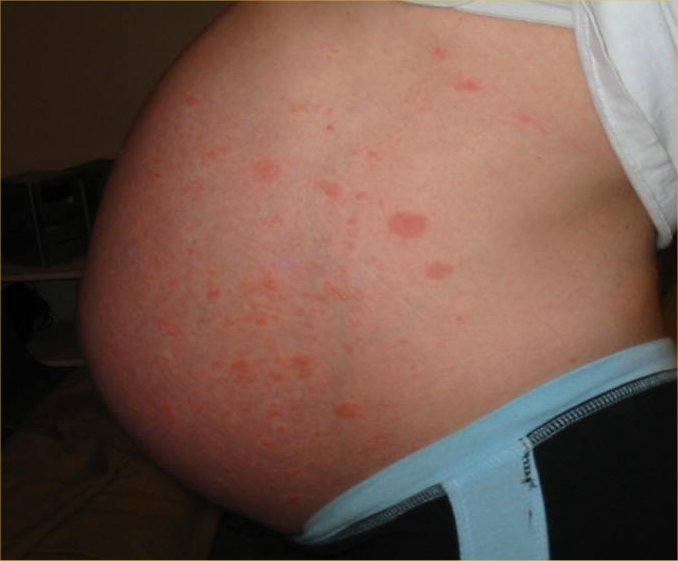
PUPPP på gravid mage.

PUPPP (förkortning för Pruritic Urticarial Papules and Plaques of Pregnancy) är en allergiliknande klåda som i sällsynta fall drabbar gravida. Orsaken till PUPPP är inte känd. När klådan väl har debuterat brukar den kvarstå graviditeten ut, men försvinner i regel snabbt efter förlossningen. Även om klådan är mycket störande innebär PUPPP inga risker för varken den gravida eller fostret. PUPPP karakteriseras av klåda och hudförändringar som påminner om nässelutslag. Tillståndet börjar vanligen på magen och sprider sig sedan till resten av bålen, armar och ben. Klådan kan lindras med klåddämpande tabletter och liniment eller kortisonhaltiga salvor.